# Gualaceo
Gualaceo är en ort i Ecuador.   Den ligger i provinsen Azuay, i den södra delen av landet, 300 km söder om huvudstaden Quito. Gualaceo ligger 2 233 meter över havet och antalet invånare är 17 122.
Terrängen runt Gualaceo är varierad. Gualaceo ligger nere i en dal som går i nord-sydlig riktning. Runt Gualaceo är det ganska tätbefolkat, med 56 invånare per kvadratkilometer. Närmaste större samhälle är Azogues, 18,7 km norr om Gualaceo. Omgivningarna runt Gualaceo är en mosaik av jordbruksmark och naturlig växtlighet.